# Incurviseta flaviceps
Incurviseta flaviceps är en tvåvingeart som beskrevs av Malloch 1927. Incurviseta flaviceps ingår i släktet Incurviseta och familjen lövflugor. Inga underarter finns listade i Catalogue of Life.